# Erschließungsträger
Als Erschließungsträger werden in der Baubranche Unternehmen bezeichnet, die die Erschließung von Grundstücken herstellen. Dazu gehören insbesondere
- der Anschluss an das öffentliche Straßen- und Wegenetz
- sowie an das Ver- und Entsorgungsnetz.

Grundsätzlich ist die Erschließung Aufgabe der Gemeinde. Erschließungsträger werden entweder von der Gemeinde mit der Erschließung beauftragt oder die Gemeinde überträgt die Erschließung per Erschließungsvertrag iSd. § 124 Abs. 1 BauGB auf einen Dritten.